# Stéphane Beauverger

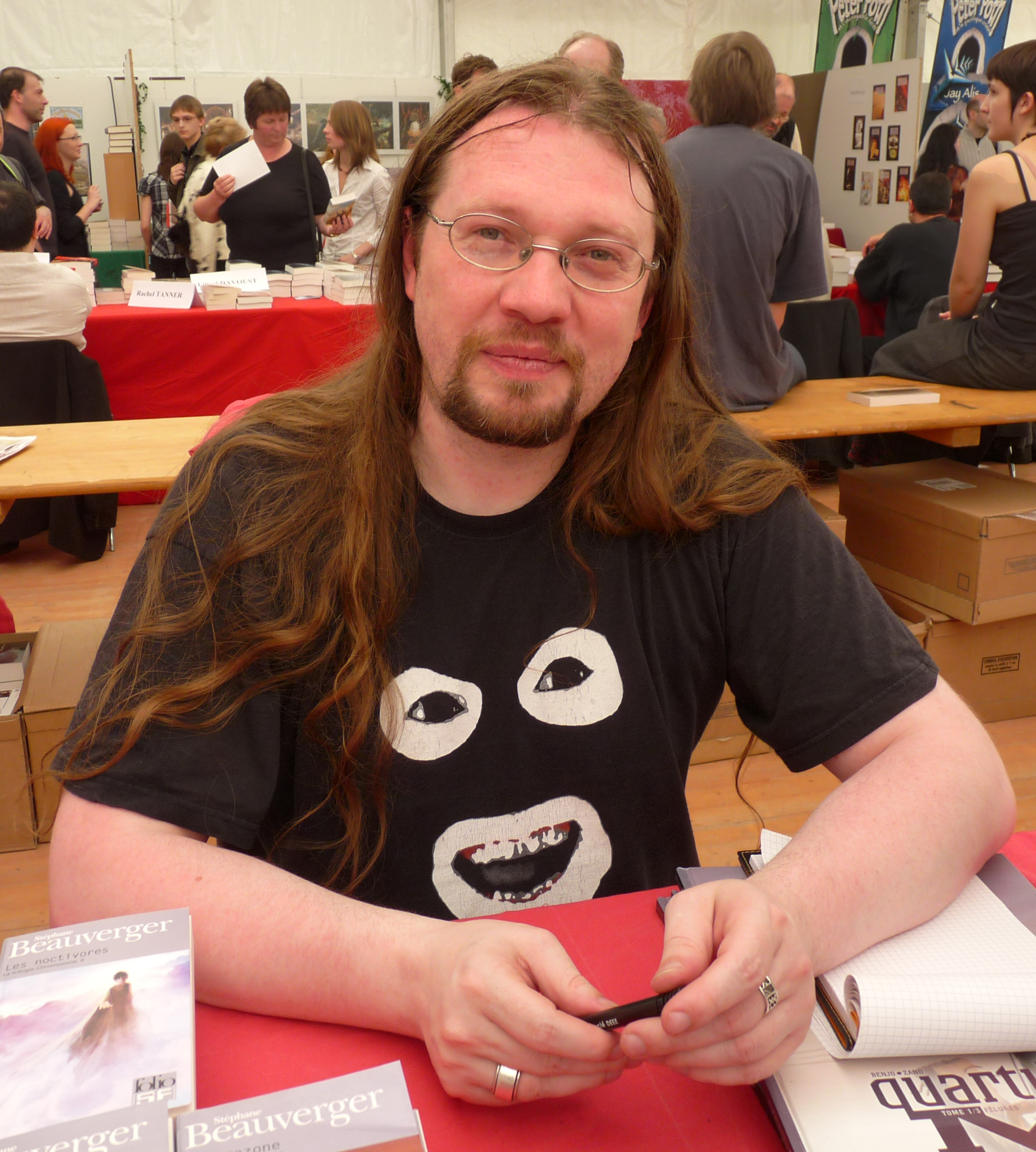
Stéphane Beauverger (2010)

Stéphane Beauverger (geboren am 29. Juni 1969 in Morlaix, Département Finistère in der Bretagne) ist ein französischer Science-Fiction-Autor und Comic-Szenarist. Bekannt wurde er vor allem durch seinen mehrfach ausgezeichneten Roman Le Déchronologue.
Während seines Studiums des Journalismus in Bordeaux wurde Beauverger von seinem Lehrer, dem bekannten Comic-Szenaristen Pierre Christin, ermutigt, einen ähnlichen Weg einzuschlagen. So arbeitete Beauverger ab 1996 als Szenarist für Computerspiele. 2005 veröffentlichte er dann zusammen mit dem Zeichner Marc Jailloux ein erstes Comicalbum, Necrolympia. Es handelt von einer Stadt der lebenden Toten, in der sich der Privatdetektiv Léopold Pouchin auf die Suche nach seiner frisch verstorbenen Verlobten macht. Im selben Jahr 2005 erschien auch Beauvergers erster Science-Fiction-Roman Chromozone, eine in einer durch eine Viruswaffe verwüsteten Welt handelnde dystopische Satire, mit zwei Folgebänden 2009 zur Romantrilogie ergänzt.
2009 erschien dann Beauvergers bislang erfolgreichster Roman: Le Déchronologue ist ein Piratenschiff, das mit seinem Kapitän Henri Villon in einer phantastischen, von Brüchen des Zeitkontinuums zerrissenen Karibik des 17. Jahrhunderts operiert. Der Roman gewann vier der renommiertesten französischen Genre-Preise, nämlich den Grand Prix de l’Imaginaire, den Prix Utopiales européen, den Prix Bob Morane und den Prix du Lundi.

## Bibliografie
Chromozone (Romantrilogie)
- 1 Chromozone (2005)
- 2 Les noctivores (2009)
- 3 La cité nymphale (2009)

Roman
- Le Déchronologue (2009)

Kurzgeschichten
- Eddy Merckx n’est jamais allé à Vérone (2009)
- Okw- (2010)
- Satisfecit (2010)
- Exophrène (2010)
- Théâtre des opérations (2011)
- Permafrost (2012)
- Vert dur (2013)
- DCDD (2014)
- Canal 235 (2017)

Comics
- Necrolympia (2005)
- Quartier M (2007)
- L’Héritage des Taironas (2015)